# カール‐ハインツ・ブリュンゲル

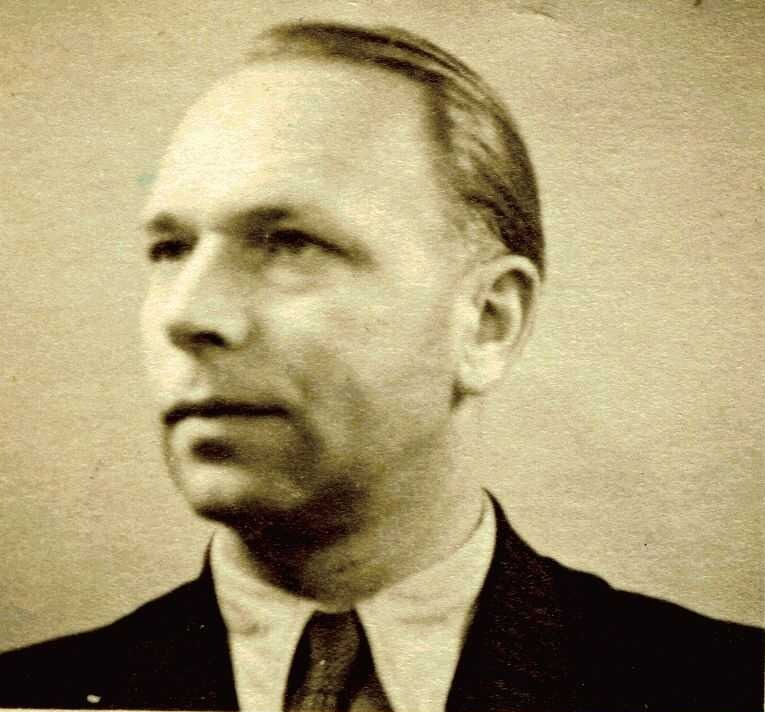

カール・ハインツ・ブリュンゲルKarl-Heinz Bringer (* 1908年6月16日 Elstertrebnitz; † 1999年1月2日 フランス Saint-Marcel) はドイツ出身のロケット技術者である。

## 経歴

### ドイツでの経歴
1919年から1927年までZeitzの高等学校で学んだ。卒業試験の後、公認技術者になる事を望み、Gdanskで技術者として登録された。1929年に彼の父の穀物業の倒産により彼は学業を止めさせられた。1930年から1932年にかけて彼は錠前屋で勤務した。仕事の後、彼はライプチヒで日曜日に技術者として働いた。その後、異なる企業で働いた。
第二次世界大戦の勃発直前の1939年8月15日に軍に召集され、ポーランドへ赴いた。1940年9月27日に彼はペーネミュンデ陸軍兵器実験場の研究所に移った。彼は液体ロケットエンジンの衝撃技術部門のグループのリーダーになった。
1942年に、彼はガス発生器の特許を取得してA4ロケットへ搭載するためにヴェルナー・フォン・ブラウンに提案した。
戦争終結後、彼は最初、イギリスの占領統治下のクックスハーフェン軍需省研究所(MOSEC)へ行った。1945年10月にバックファイヤ作戦に関与してクックスハーフェンで3機のA4の打上げを開始した。

### フランスでの経歴
1946年に、30人以上のフォン・ブラウンを始めとする技術者達と他の従業員達の集団はフランスの機関であるLaboratoire de recherches balistiques et aéro-dynamiques(LRBA)と推力40トンのハイパーゴリック推進剤のエンジンの開発を継続する為の契約を交わした。彼らはブリュンゲルのガス発生器を使用する事を求めた。1946年9月にブリュンゲルもボルドーのLRBAに移り、1947年5月からドイツ人のロケット技術者達の間で"薮村"と称されたヴェルノンに移った。
ドイツ人技術者によって設計された推力40トンのエンジンは生産されなかった。フランス政府は推力がわずか4トンの高層研究ロケットであるヴェロニクに関心を移した。さらにペーネミュンデでの経験を元にブリュンゲルはケロシンと硝酸を推進剤として使用するエンジンを設計した。ヴェロニクは1950年8月2日に初打上げに成功した。
ブリュンゲルのエンジンは、着実に開発された：
- ヴェロニク AGI (1959年から)：同様に推力4トンだが、燃料としてケロシンの代わりにテレピン油が使用された。
- ヴェロニク 61 (1964年から)：推力6トン
- ヴェスタ (1964年から)：推力16トン
- ヴィクセン (1965年から、ディアマンAで使用された)：推力28トン(フランスの最初の衛星であるアステリックスの打ち上げで使用された)
- ヴァロイス (ディアマンB(1970年から使用された)：推力35トン

ヨーロッパロケットの共同開発で、ブリュンゲルと彼のチームは再び推力40tのエンジン開発に戻った。ここで彼らは1968年からバイキング・エンジンを開発して1971年4月8日に推力55トンのエンジンの最初の試験を実施した。それはアリアン1からアリアン4までの異なる構成で使用された。
1971年に民間用の開発と同様にバイキング・エンジンの開発も、国営のLRBAから分離されソシエテ・ユーロピーネ・デ・プロパルジオン (SEP)に改組され、同様にブリュンゲルは新しい雇用主を与えられた。1973年に、ブリュンゲルは引退して1976年までSEPの顧問を務めた。
彼によって設計されたバイキング・エンジンは合計1250基生産され、1979から2003年にわたり、アリアン1から4の第1段と第2段で使用された。
ブリュンゲルはHenriの名前を受け入れて、フランスの市民権を取得した。彼は功績によりフランス政府から定額の報酬を受け取った。

## 栄誉
2010年9月26日に、Saint-Marcelの通りにカール‐ハインツ・ブリュンゲルに由来する名称がつけられた。